# Przemkowski Park Krajobrazowy

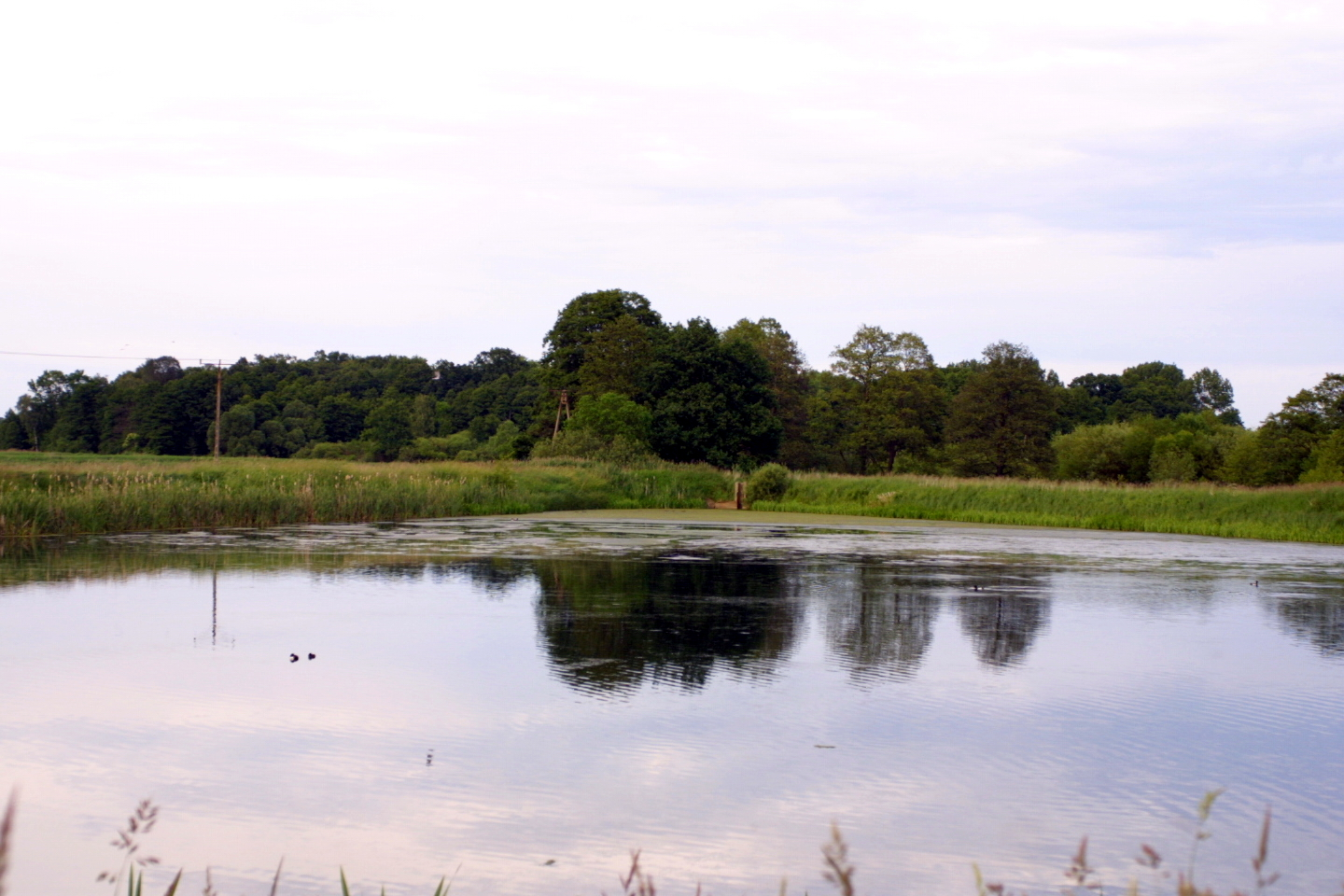
Stawy Przemkowskie

Przemkowski Park Krajobrazowy – park krajobrazowy położony w powiecie polkowickim i bolesławieckim w województwie dolnośląskim. Powierzchnia 22 338 hektarów, wraz z otuliną 37 807 ha. Park leży na terenie czterech mezoregionów: Równiny Szprotawskiej, Wysoczyzny Lubińskiej (Wzgórza Chocianowskie), Borów Dolnośląskich (Równina Nadbobrzańska) i Równiny Legnickiej (Dolina Czarnej Wody). Park z otuliną obejmuje w całości gminę Przemków, a częściowo gminę Chocianów, gminę Gromadka, gminę Radwanice i gminę Gaworzyce. Utworzony 7 czerwca 1997. Jego siedziba znajduje się w Piotrowicach.
Najwyższy punkt to Wydma k. Wilkocina (Góra Pasternik) (187,4 m n.p.m.), a najniższy (128,7 m n.p.m.) znajduje się nad rzeką Szprotawa w okolicy Stawów Przemkowskich.
Najstarsze drzewa – pomniki przyrody, to dąb Chrobry koło Piotrowic (uległ pożarowi w dn. 18.11.2014) oraz dąb Wernyhora w miejscowości Wierzbowa.
W skład PPK wchodzą 4 rezerwaty:
- Stawy Przemkowskie – faunistyczny (pow. 1046 ha)
- Buczyna Piotrowicka – leśny (pow. 171,27 ha)
- Łęgi Źródliskowe koło Przemkowa – leśny (pow. 140,22 ha)
- Torfowisko Borówki – torfowiskowy (pow. 37,42 ha)[3]

Na terenie Parku znajdują się dwie ścieżki przyrodnicze: Lasy okolic Przemkowa i Stawy Przemkowskie oraz Pustynia Kozłowska. 
Od roku 2010 na terenie parku na łąkach k. Jakubowa Lubińskiego wypuszczane są susły moręgowane, w ramach programu przywracania tego gatunku faunie Polski, realizowanego przez Polskie Towarzystwo Ochrony Przyrody „Salamandra”.

## Krajobraz
Obszar Parku należy do krajobrazu nizinnego, w którym wydzielono:
- krajobraz dolin i równin akumulacyjnych obejmujący
  - krajobraz den dolinnych
  - krajobraz terasów z wydmami
- krajobraz staroglacjalny, w którym występują:
  - krajobraz równin peryglacjalnych
  - krajobraz ostańców peryglacjalnych (stare moreny, kemy, ozy)

## Gatunki roślin objęte ścisłą ochroną
Na terenie PPK występuje 18 gatunków roślin objętych ścisłą ochroną:

- barwinek pospolity (Vinca minor)
- bluszcz pospolity (Hedera helix)
- długosz królewski (Osmunda regalis)
- grążel żółty (Nuphar luteum)
- grzybienie białe (Nymphaea alba)
- grzybienie północne (Nymphaea candida)
- parzydło leśne (Arancus sylvester)
- pełnik europejski (Trollius europaeus)
- rosiczka okrągłolistna (Drosera rotundifolia)
- rosiczka pośrednia (Drosera intermedia)
- sosna błotna (Pinus uliginosa)
- storczyk krwisty (Orchis maculata)
- storczyk szerokolistny (Orchis latifolia)
- wawrzynek wilczełyko (Daphne mezereum)
- wiciokrzew pomorski (Linicera periclymenum)
- widłak goździsty (Lycopodium claratum)
- widłak jałowcowaty (Lycopodium onnotinum)
- widłak wroniec (Lycopodium selago)